# Palectón
En la mitología griega Palectón o Pelectón (en griego antiguo: Παλαίχθονος, «tierra antigua») es un personaje sólo citado en Las suplicantes de Esquilo: «Porque yo soy Pelasgo, el jefe del país, hijo de Pelectón, que nació de la tierra. De mí, que soy su rey, toma su nombre el pueblo de los pelasgos que cosecha los frutos de esta tierra». En el resto de fuentes Pelasgo es directamente uno de los autóctonos, no hijo de uno de ellos.